# Archgoat
Archgoat är ett death/black metal-band från Finland som grundades år 1989 i Åbo av Ritual Butcherer och Lord Angelslayer.

## Medlemmar
Nuvarande medlemmar
- Lord Angelslayer (Rainer Puolakanaho) – basgitarr, sång (1989–1993, 2004–)
- Ritual Butcherer (Kai Puolakahano) – gitarr (1989–1993, 2004– )
- Goat Aggressor (Tuukka Franck) – trummor (2017– )

Tidigare medlemmar
- Blood Desecrator – trummor (1989–1993)
- Sinisterror (Tuomas Karppinen) – trummor (2005–2015)
- Diabolus Sylvarum (Risto Suomi) – keyboard (2014–2018)
- Vnom (Ville Markkanen) – trummor (2015–2017)

Turnerande medlemmar
- Leneth the Unholy Carnager (Jussi Lenets) – trummor (2004–2005)
- Diabolus Sylvarum (Risto Suomi) – keyboard
- Maggot Wrangler (Adam Goscinski) – trummor (2015)

## Diskografi
Demo
- 1991 – Jesus Spawn
- 1993 – Penis Perversor

Studioalbum
- 2006 – Whore of Bethlehem
- 2009 – The Light-Devouring Darkness
- 2015 – The Apocalyptic Triumphator
- 2018 – The Luciferian Crown

EP
- 1992 – Angelcunt (Tales of Desecration)
- 2005 – Angelslaying Black Fucking Metal
- 2011 – Heavenly Vulva (Christ's Last Rites)
- 2017 – Eternal Damnation of Christ

Samlingsalbum
- 2010 – The Aeon of the Angelslaying Darkness'"
- 2016 – Total Satanic Darkness (Box set: 5 kassetter)

Annat
- 1999 – Messe des Morts / Angelcunt (delad album (CD) med Beherit)
- 2008 – Desecration & Sodomy (delad album (2x12" vinyl) med Black Witchery)
- 2013 – Reh & Live 1990 / Jesus Spawn (delad album (12" vinyl) med Incantation)
- 2013 – Angelslaying Christbeheading / Black Fucking Metal (delad album (12" vinyl) med Surrender of Divinity)
- 2014 – Brazilian Ritual Second Attack (delad video (DVD) med Black Witchery, Impurity och Grave Desecrator)
- 2015 – Lux Satanae (Thirteen Hymns of Finnish Devil Worship) (delad album (12" vinyl) med Satanic Warmaster)